# マン・イン・ザ・ブラウザ
マン・イン・ザ・ブラウザ（Man in the Browser、MITB）とは、プロキシ型トロイの木馬というマルウェアによってWebブラウザの通信を盗聴、改竄を行う攻撃である。具体例としては、オンラインバンキングへのログインイベントなどを検知するとその通信を乗っ取って、振込先を改竄して預金を盗む事例などが挙げられる。
改竄先の口座を開設するのは「ミュール」と呼ばれる者で、インターネット上の広告で犯罪行為と分からない形で募集される。ミュールの口座は盗んだ金の一時送金場所となり、そこからミュールが攻撃者に金を送金する。マン・イン・ザ・ブラウザは2008年ごろに発見されたが、2009年春以降に被害が増加した。
2012年1月から3カ月にわたってヨーロッパを皮切りに、マン・イン・ザ・ブラウザを用いた大規模なサイバー金融詐欺事件（「オペレーション・ハイ・ローラー」）が発生した。

## 例
トロイの木馬作成ツール（いわゆるクライムウェア）Zeus、SpyEye等によって作成されたものが典型的である。
Zeusには、その進化版（亜種）としてCitadelなどがある。また、zeusについては、日本の銀行を対象とした版（亜種）も発見されている。
SpyEyeによるトロイの木馬については、日本でも感染が報告されている。

## 防護策

### アンチウイルスソフトウェア
既知のトロイの木馬については検出して駆除できる可能性がある。ただし、その検出率は高くない
。

### 堅牢化ソフトウェア
- ブラウザセキュリティソフトウェア： IBM Security Trusteer Rapport、SecureBrain PhishWall、FFRI Limosa等
- 代替ソフトウェア： 既知のトロイの木馬の大部分がMicrosoft Windows上のInternet Explorer上で動作するので、FirefoxやChrome等、他のソフトウェアを用いることが示唆されることがある[11]。

### 帯域外トランザクション検証
理論的に有効な手段として、トランザクション署名を検証しつつ、別経路（帯域外 Out of Band）でユーザに通知するプロセスが挙げられる。

## 関連攻撃

### プロキシ型トロイの木馬
マン・イン・ザ・ブラウザは、進化してきたプロキシ型トロイの木馬のひとつとして分類できる
。

### 中間者攻撃
マン・イン・ザ・ブラウザは、中間者攻撃と違いクライアント内で動作するため、ユーザーが被害に気付きにくく、通信の暗号化やワンタイムパスワードなどの手段で防ぐことも難しい
。なお、この攻撃の名称は中間者攻撃の英語Man In the Middle(MITM)を意識している。

### ボーイ・イン・ザ・ブラウザ
マン・イン・ザ・ブラウザと類似した攻撃にボーイ・イン・ザ・ブラウザ（Boy-in-the-Browser、BitB）がある。これもプロキシ型トロイの木馬の一種であり、感染すると最初の一回のみ動作し、ホスト名とIPアドレスをマッピングするファイルを書き換え、攻撃者のサーバにアクセスさせる。マン・イン・ザ・ブラウザほど複雑なものではないため容易に作成されてしまう。
また、一度だけ動作して消えるため、アンチウイルスソフトウェアで検出することは難しい。

## 参考
- ブラウザセキュリティ